# Gigi Hadid
Jelena Noura Hadid, més coneguda com a Gigi Hadid, (Los Angeles, 23 d'abril de 1995) és una model estatunidenca. Va ser nomenada una de les 12 millors models principiants en el certamen anual de 2014 de la revista Sports Illustrated. Gigi també ha tingut aparicions en Real Housewives of Beverly Hills on apareix la seva mare, l'exmodel neerlandesa Yolanda Hadid.

## Biografia
És filla del promotor Mohamed Hadid i de l'exmodel i estrella de Real Housewives of Beverly Hills Yolanda Hadid. Va néixer a 1995 en Los Angeles, Califòrnia. Té dos germans: Bella i Anwar, i dues mitges germanes anomenades Marielle i Alana. Després del divorci dels seus pares, la seva mare es va casar amb el músic David Foster, convertint-se aquest així en el seu padrastre.
Es va graduar al Malibu High School als 18 anys a 2013. Va ser també capitana de l'equip de voleibol escolar i genet. En una entrevista, va declarar que la seva ascendència éspalestina per part del seu pare, i holandesa per part de la mare.
Es va mudar a Nova York per centrar-se en els seus estudis i en la seva carrera com a model. Està estudiant a La Nova Escola des del tardor de 2013, psicologia criminalista.

## Carrera
Hadid va signar amb l'agència IMG Models a 2011. La seva carrera com a model va començar quan tenia només dos anys després de ser descoberta per Paul Marcià, de Guess, va començar amb  Baby Guess, després de la qual cosa va parar per poder concentrar-se en el col·legi, i després va tornar, continuant treballant amb ells. El 2012, va ser nomenada la imatge de Guess. Ha fet tres campanyes amb Guess com adulta.
En febrer de 2014, va fer el seu debut a la New York Fashion Week caminant a la passarel·la de Desigual. El primer look era un minivestit negre amb la cara d'algú estampada, i el segon un abric trench marró amb cinturó i guants vermells. També va debutar amb la desfilada de Jeremy Scott.
Va aparèixer en vídeos musicals, interpretant a l'interès amorós del cantant australià Cody Simpson al vídeo de la seva cançó «Surfboard» que va ser llançat el 14 de abril de 2014. Gigi també ha aparegut en un altre vídeo musical, interpretant a l'interès amorós del cantant guanyador del Grammy Miguel en la seva cançó «Simplethings», la qual es va llançar el 29 de març de 2014. A més també va protagonitzar el vídeo de Calvin Harris «How Deep Is Your Love», que va ser llançat el 6 de agost.
El 2015 va participer per primera vegada en el Victoria's Secret Fashion Show. Al 2016 va començar a ser la portada de diferents revistes, ser la musa de la seva pròpia col·lecció per Tommy Hilfiger anomenada TOMMYxGiGi, va participar per segona vegada en el Victoria's Secret Fashion Show, desfilant amb el seu primer parell d'ales.
El 2017 va presentar la seva segona col·lecció de primavera/estiu al costat de Tommy Hilfiger a Venice Beach, lluint els models al costat de la seva germana, Bella Hadid, Joan Smalls, Stella Maxwell, Sara Sampaio, Romée Strijd, Hailey Baldwin, Devon Windsor, entre d'altres reconegudes models actuals. Mattel va presentar una Barbie per presentar la segona col·lecció de TOMMYxGiGi que imita els aspectes físics de la model, lluint una samarreta amb el logotip de la marca i uns shorts .

## Vida personal
Hadid va tenir una relació amb el cantant australià Cody Simpson durant un any, però van trencar en maig de 2014. Es van reunir després que People informés que ell volia reconciliar-se, i el 2 de juny de 2014 van ser fotografiats de la mà a Nova York.
Gigi Hadid va mantenir una relació amb el cantant Joe Jonas durant cinc mesos, el 2015, però es van separar. Aquell mateix any va començar una relació intermitent amb l’excantant de One Direction Zayn Malik i cinc anys després va néixer la seva filla, que van decidir anomenar Khai Hadid-Malik, el setembre de l'any 2020. Un any després, es van separar degut a un escàndol entre en Zayn i la mare de Hadid, Yolanda.